# Liste des albums musicaux numéro un au Billboard 200 en 1988

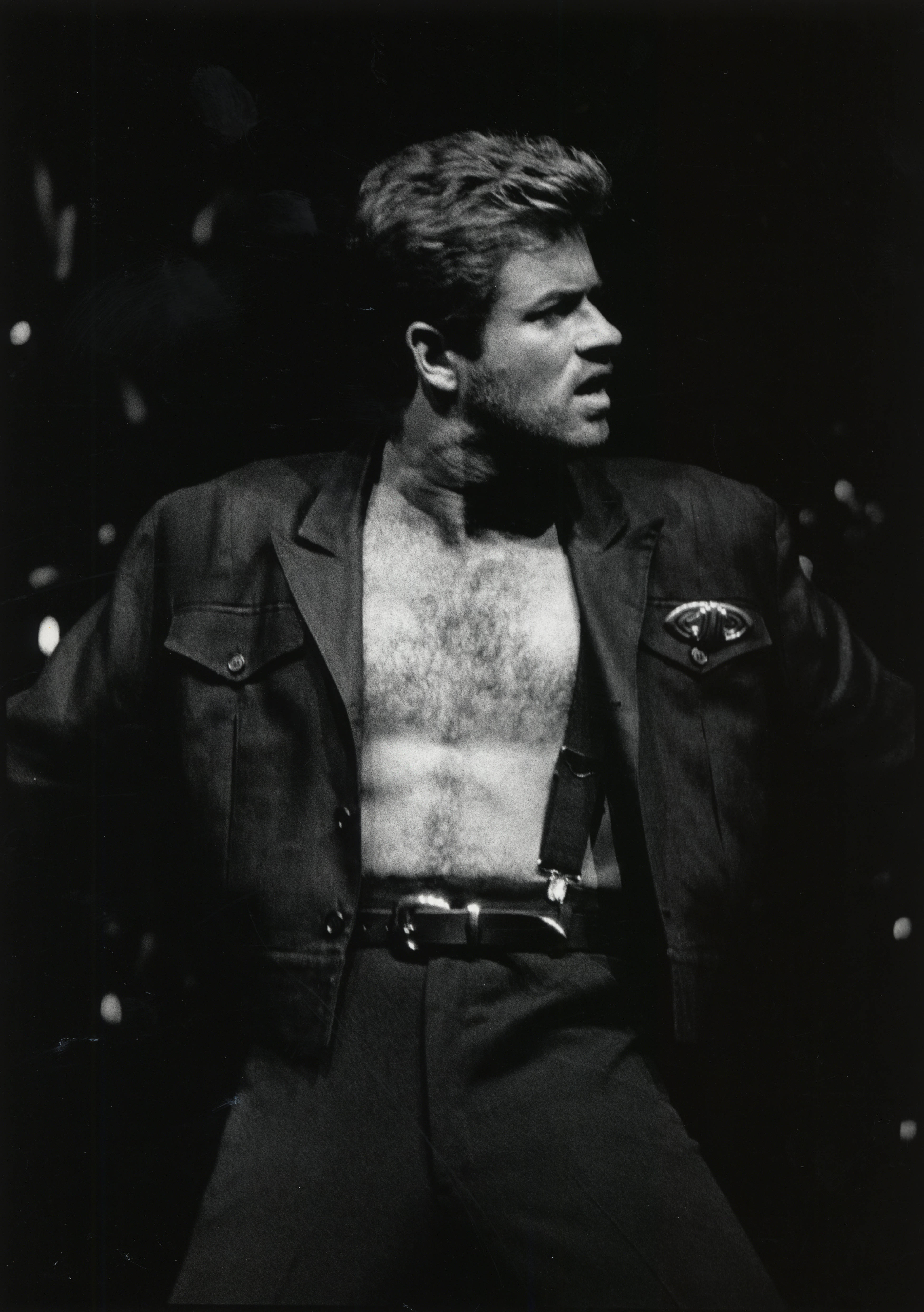
George Michael en concert au Summit de Houston (Texas, États-Unis) pendant le Faith World Tour en 1988.

Cette page liste les albums musicaux ayant eu le plus de succès au cours de l'année 1988 aux États-Unis d'après le magazine Billboard.

## Historique
| Date         | Artiste(s)         | Titre                          | Référence |
| ------------ | ------------------ | ------------------------------ | --------- |
| 2 janvier    | Artistes variés    | Dirty Dancing                  |           |
| 9 janvier    | Artistes variés    | Dirty Dancing                  |           |
| 16 janvier   | George Michael     | Faith                          |           |
| 23 janvier   | Tiffany            | Tiffany                        |           |
| 30 janvier   | Tiffany            | Tiffany                        |           |
| 6 février    | George Michael     | Faith                          |           |
| 13 février   | George Michael     | Faith                          |           |
| 20 février   | George Michael     | Faith                          |           |
| 27 février   | George Michael     | Faith                          |           |
| 5 mars       | George Michael     | Faith                          |           |
| 12 mars      | Artistes variés    | Dirty Dancing                  |           |
| 19 mars      | Artistes variés    | Dirty Dancing                  |           |
| 26 mars      | Artistes variés    | Dirty Dancing                  |           |
| 2 avril      | Artistes variés    | Dirty Dancing                  |           |
| 9 avril      | Artistes variés    | Dirty Dancing                  |           |
| 16 avril     | Artistes variés    | Dirty Dancing                  |           |
| 23 avril     | Artistes variés    | Dirty Dancing                  |           |
| 30 avril     | Artistes variés    | Dirty Dancing                  |           |
| 7 mai        | Artistes variés    | Dirty Dancing                  |           |
| 14 mai       | George Michael     | Faith                          |           |
| 21 mai       | George Michael     | Faith                          |           |
| 28 mai       | George Michael     | Faith                          |           |
| 4 juin       | George Michael     | Faith                          |           |
| 11 juin      | George Michael     | Faith                          |           |
| 18 juin      | George Michael     | Faith                          |           |
| 25 juin      | Van Halen          | OU812                          |           |
| 2 juillet    | Van Halen          | OU812                          |           |
| 9 juillet    | Van Halen          | OU812                          |           |
| 16 juillet   | Van Halen          | OU812                          |           |
| 23 juillet   | Def Leppard        | Hysteria                       |           |
| 30 juillet   | Def Leppard        | Hysteria                       |           |
| 6 août       | Guns N' Roses      | Appetite for Destruction       |           |
| 13 août      | Def Leppard        | Hysteria                       |           |
| 20 août      | Steve Winwood      | Roll with It                   |           |
| 27 août      | Tracy Chapman      | Tracy Chapman                  |           |
| 3 septembre  | Def Leppard        | Hysteria                       |           |
| 10 septembre | Def Leppard        | Hysteria                       |           |
| 17 septembre | Def Leppard        | Hysteria                       |           |
| 24 septembre | Guns N' Roses      | Appetite for Destruction       |           |
| 1er octobre  | Guns N' Roses      | Appetite for Destruction       |           |
| 8 octobre    | Guns N' Roses      | Appetite for Destruction       |           |
| 15 octobre   | Bon Jovi           | New Jersey                     |           |
| 22 octobre   | Bon Jovi           | New Jersey                     |           |
| 29 octobre   | Bon Jovi           | New Jersey                     |           |
| 5 novembre   | Bon Jovi           | New Jersey                     |           |
| 12 novembre  | U2/bande originale | Rattle and Hum                 |           |
| 19 novembre  | U2/bande originale | Rattle and Hum                 |           |
| 26 novembre  | U2/bande originale | Rattle and Hum                 |           |
| 3 décembre   | U2/bande originale | Rattle and Hum                 |           |
| 10 décembre  | U2/bande originale | Rattle and Hum                 |           |
| 17 décembre  | U2/bande originale | Rattle and Hum                 |           |
| 24 décembre  | Anita Baker        | Giving You the Best That I Got |           |
| 31 décembre  | Anita Baker        | Giving You the Best That I Got |           |